# Nicole Paquin
Pour les articles homonymes, voir Paquin.
Nicole Paquin, née Nicole Desbiolles-Brüninghaus à Paris 12e le 7 mars 1939 et morte à Annemasse le 22 avril 2011, est une actrice, chanteuse de rock 'n' roll, et une pionnière du rock en France, et journaliste française. Elle est également la première femme à apparaître nue à la télévision française et fut pour cette raison à l'origine de l'apparition du carré blanc au bas du petit écran.

## Biographie
Nicole Paquin est l'une des premières femmes à chanter du rock en France à partir de 1958. Ses chansons sont toutes des adaptations de standards américains, ses deux plus grands succès ėtant Comme un clou adapté de Stuck on you chanté par Elvis Presley et Mon mari c'est Frankenstein en 1961. 
En 1961, elle joue le rôle de Suzanne, une strip-teaseuse, dans le film de Jean-Luc Godard Une femme est une femme et écrit quelques textes de chansons pour Marie-Claude et Alain Kan. Elle est la première femme à apparaître nue à la télévision française — de dos, pendant quinze secondes, aux côtés de Pierre Michaël — dans le téléfilm l'Exécution réalisé par Maurice Cazeneuve et diffusé le 29 janvier 1961,. La polémique provoquée par cette scène est à l'origine de l'apparition au bas du petit écran du carré blanc (un petit rectangle blanc posé en surimpression) pour alerter le téléspectateur,. Elle tient une rubrique dans le magazine Salut les copains, à partir de 1962.
Nicole Paquin abandonne le rock en 1962 car elle trouve le milieu trop misogyne et devient journaliste musicale à Cinémonde, écrit quelques textes, dont un pour Alain Kan. Elle réapparaît encore brièvement en 1966 avec le 45 tours Les Minets, qui se moque des jeunes gens se voulant à la mode, thème repris ultérieurement de façon très proche par Jacques Lanzmann pour Jacques Dutronc et sa chanson de 1966 Les Play-Boys.
Elle se consacre ensuite à part entière au journalisme sous un nouveau pseudo, puis change de vie et devient qiuelques décennies plus tard la gérante d'une société spécialisée dans l'organisation de salons professionnels.
Elle meurt en 2011 à 72 ans,.

## Filmographie
- 1961 : Une femme est une femme de Jean-Luc Godard : Suzanne
- 1961 : L'Exécution de Maurice Cazeneuve[2]

## Discographie

### Chanteuse
- 1961 : Comme un clou (Stuck On You) (J. Leslie - MacFarland - Schroeder - G. Vesta) / Allons dans les bois (Good Time Baby) (Lowe - Appell - Daniel Hortis) / Dis-lui que je l'aime (Somebody To Love) (Richard Anthony - Bobby Darin) / Ding et Ling (Ding-A-Ling) (Lowe - Appell - Daniel Hortis - André Salvet), Polydor – 21 794
- 1961 : Oui je t'aime (Let Me Love You) (B. Salmirs - Daniel Hortis - W. Zober) / Oui j'en veux (Restless Guitar) (C. Ousley - Daniel Hortis - Ch. Degil) / Mon mari c'est Frankenstein (You Can Get Him Frankenstein) (Ahmet Ertegun - Phil Spector - Daniel Hortis - E. Adlum Jr) / Tu es venu (Don't Be Afraid) (Kal  Mann - Daniel Hortis - Ch. Degil), Polydor – 21 819
- 2002 : Nicole Paquin / Hédika : Twistin' The Rock – vol.4 : Nicole Paquin - Comme un clou / Allons dans les bois / Dis-lui que je l'aime / Ding et Ling / Oui je t'aime / Oui j'en veux / Mon mari c'est Frankenstein / Tu es venu, CD Polydor – 589 294-2

### Chanteuse et auteure
- 1966 : Les Minets (Nicole Paquin - Claude Rogen) / À quoi cela sert de pleurer ? (Nicole Paquin - Claude Rogen) / Pour quelques jours encore (Nicole Paquin - Claude Rogen) / Un homme me regarde  (Nicole Paquin - Claude Rogen), Epic / CBS – 9056

### Auteure
- 1964 : Alain Kan – Pour mon anniversaire (Gérard Davaisne - Nicole Paquin), Decca – 460 841